# Mary Fiennes
Mary Fiennes (1495 – 1531) è stata una nobildonna inglese.

## Biografia
Nata a Herstmonceux Castle, era la figlia di Thomas Fiennes, VIII barone Dacre, e di sua moglie, Anne Bourchier. Sua madre era una sorellastra di Elizabeth Howard ed Edmund Howard, rendendo Mary cugina di Anna Bolena e Catherine Howard. La nonna paterna, Alice Fitzhugh, era la sorella di Elizabeth Fitzhugh, nonna di Caterina Parr.
Nel 1514, Mary fu nominato damigella d'onore per la principessa Maria Tudor e l'accompagnò in Francia quando sposò Luigi XII di Francia; in seguito ha servito la regina Claudia di Francia. Insieme a lei vi erano le sue cugine, Maria e Anna Bolena.

## Matrimonio
Nel 1520, al suo ritorno in Inghilterra, sposò Sir Henry Norris (1482-17 maggio 1536), che aveva conosciuto nello stesso anno presso il Campo del Drappo d'Oro in Francia. Norris servì il re Enrico VIII d'Inghilterra come un Lord of the Bedchamber. Ebbero quattro figli:
- Sir William Norris (1523-?);
- Edward Norris (1524-1529);
- Henry Norris, I barone Norreys (1525-1601);
- Mary Norris (1526-1570), sposò in prime nozze Sir George Carew e in seconde nozze Sir Arthur Champernowne.

## Morte
Morì nel 1531. Cinque anni dopo il marito è stato arrestato e giustiziato per tradimento come uno dei cinque presunti amanti della cugina, la regina Anna Bolena, e fu decapitato presso la Torre di Londra il 19 maggio 1536.
I loro quattro bambini vennero cresciuti dal fratello di Norris, Sir John Norris.